# Entzheim
Entzheim település Franciaországban, Bas-Rhin megyében. Lakosainak száma 2545 fő (2022. január 1.). Entzheim Blaesheim, Duppigheim, Geispolsheim, Hangenbieten, Holtzheim és Lingolsheim községekkel határos.

## Népesség
A település népességének változása:
| Lakosok száma | 2073 | 2204 | 2280 | 2390 | 2422 | 2453 | 2485 | 2520 | 2545 |
|               | 2013 | 2015 | 2016 | 2017 | 2018 | 2019 | 2020 | 2021 | 2022 |